# Thurnia
Thurnia es un género botánico de plantas de flores perteneciente a la familia Thurniaceae que consiste en tres especies. 

## Especies seleccionadas
- Thurnia jenmani
- Thurnia polycephala
- Thurnia sphaerocephala